# Disphragis sylvia
Disphragis sylvia är en fjärilsart som beskrevs av William Schaus 1904. Disphragis sylvia ingår i släktet Disphragis och familjen tandspinnare. Inga underarter finns listade i Catalogue of Life.